# Helena Havelková
Helena Havelková (* 25. července 1988, Frýdlant, okres Liberec) je česká volejbalistka.
Hrála v italském klubu Yamamay Busto Asizio, tureckém Eczacibaşci Istanbul, čínském Shanghai Volleyball Klub nebo ruském Dinamo Moskva. S jejím jménem se pojí zisky titulů z Evropských pohárů i řada ocenění. Mezi nejcennější v její sbírce se počítá zisk titulu v CEV poháru. Havelková je čtyřnásobná držitelka ocenění za nejlepší volejbalistku roku.

## Osobní život
Jejím strýcem je bývalý prvoligový fotbalista Daniel Drahokoupil. Jejím manželem je od června 2024 německý volejbalový hráč s maďarskými kořeny, Georg Grozer. Za svůj domov nikdy nepovažovala žádné z měst, do kterých ji přivedl volejbal. Vždy se cítila patriotkou, spjata s krajem, ve kterém se narodila, a kde začala hrát volejbal.

## Sportovní kariéra

### Začátky (~2007)
S volejbalem začala nedaleko svého rodného města, v Liberci. Tady v roce 2004 prožila i svůj první start v české extralize. Od roku 2005 se v extralize prezentovala už v barvách SK Slavia Praha, kde odehrála dvě sezóny.

### Splnění volejbalového snu (2007 - 2012)
Jako osmnáctiletá si plní svůj volejbalový sen a odchází do zahraničí, kde se jejím prvním angažmá stává na dva roky italský klub Sassuolo. Další tři roky tráví v klubu Yamamay Busto Arsizio, se kterým v roce 2010 vyhrála svůj první evropský Pohár CEV. Sezóna 2011/12 se následně stává jednou z nejlepších v její kariéře. Krom výhry v italské lize a druhé výhry v Poháru CEV je Havelková vyhlášená nejlepší hráčkou sezóny.

### První angažmá v Rusku (2012 - 2013)
Po šesti letech strávených v Itálii se Havelková pro mnohé překvapivě přesouvá na jih Ruska, kde podepsala jednoletý kontrakt. Podle vlastních slov se jí jih Evropy už okoukal a chtěla zkusit něco nového. Krom toho zde získal angažmá její tehdejší přítel, Argentinec Facundo Conte. S ruským týmem vyhrála titul v Challenge cupu.

### Roky cestování a sbírání titulů (2013 - 2018)
Po ruském kontraktu se přesouvá do tureckého velkoklubu Escacibaşci Istanbul. V létě 2013 si ale přivodila vážné zranění ramene, které jí celou sezonu limitovalo. Tým nakonec končí v Lize mistrů, když nepostoupil ze semifinále. Kvůli zraněnému rameni nestartuje Havelková v roce 2013 na mistrovství Evropy. Sezónou 2014/15 navazuje na úspěšná léta strávená v italském Yamamay Busto Arsizio nejprve druhým místem v Lize mistrů a následně ziskem ocenění nejlepší smečařky roku. Následující rok tráví s polským klubem Chemik Police, kde do své sbíky ocenění přidává zlato ze Superpoháru, Polského poháru i Polské ligy.
V roce 2016 odlétá na prozatím nejvzdálenější angažmá, kdy tráví rok v čínském týmu Shanghai Volleyball Club. Příští sezónu se vrací do Itálie, konkrétně do Monzy.

### Druhé angažmá v Rusku (2018 - současnost)
Aktuálně je Helena Havelková jednou z hlavních opor ruského týmu VC Dinamo Moskva. Ke vstupu do týmu složeného především z ruských hráček (pravidla ruské ligy dovolují dosadit na soupisku pouze dvě zahraniční hráčky) motivovala Havelkovou touha získat titul z ruské ligy, který ji ve sbírce pro zatím chybí. Havelková figurovala na soupisce po celou sezónu a platila za největší opory týmu. Sezónu 2018 ukončilo Dinamo historickým úspěchem, když získalo pomyslný zlatý hattrick, tedy vítězství ve všech třech ruských pohárech (Superpohár, Ruský pohár, Ruská superliga). Navíc získala i ocenění nejlépe podávající hráčky v Ruském poháru.

### Reprezentace
Havelková je od roku 2004 i oporou České ženské volejbalové reprezentace, v níž působila dlouhá léta i jako kapitánka. V roce 2012 získala s národním týmem zlato z Evropské ligy z domácího turnaje v Karlových Varech. Pro sezónu 2019 svůj start v reprezentaci prozatím zvažuje.

## Profesionální kluby a výčet úspěchů
- SK Slavia Praha (2005 - 2007)
- Sassuolo Holley (2007 - 2009)
- Yamamay Busto Arsizio (2009 - 2012)
  - 2010
    - 1. místo Evropský pohár CEV

  - 2012
    - 1. místo v Italském poháru
    - ocenění - "Nejlepší hráčka Italského poháru"
    - 1. místo Italská liga
- Dynamo Krasnodar (2012 - 2013)
  - 1. místo Challenge Cup
- Česká volejbalová reprezentace (2012)
  - 1. místo Evropská liga
- Eczacıbaşı Istanbul (2013 - 2014)
- Yamamay Busto Arsizio (2014 - 2015)
- Chemik Police (2015 - 2016)
  - 1. místo Superpohár
  - 1. místo Polský pohár
  - 1. místo Polská liga
- Shanghai Volleyball Club (2016 - 2017)
- Monza (2017 - 2018)
- Dinamo Moskva (2018 - současnost)
  - 1. místo Superpohár
  - 1. místo Ruský pohár
  - 1. místo Ruská liga
  - ocenění - Nejlépe podávající hráčka v Ruském poháru